# Hancock County (Indiana)
Hancock County ist ein County im Bundesstaat Indiana der Vereinigten Staaten. Der Verwaltungssitz (County Seat) ist Greenfield.

## Geographie
Das County liegt etwas östlich des geographischen Zentrums von Indiana und hat eine Fläche von 794 Quadratkilometern, wovon zwei Quadratkilometer Wasserfläche sind. Es grenzt im Uhrzeigersinn an folgende Countys: Madison County, Henry County, Rush County, Shelby County, Marion County und Hamilton County.

## Geschichte
Hancock County wurde am 26. Januar 1827 aus Teilen des Madison County gebildet. Benannt wurde es nach John Hancock, dem ersten Unterzeichner der amerikanischen Unabhängigkeitserklärung.
11 Bauwerke und Stätten des Countys sind im National Register of Historic Places eingetragen (Stand 2. September 2017).

## Demografische Daten
Nach der Volkszählung im Jahr 2000 lebten im Hancock County 55.391 Menschen in 20.718 Haushalten und 16.160 Familien. Die Bevölkerungsdichte betrug 70 Einwohner pro Quadratkilometer. Ethnisch betrachtet setzte sich die Bevölkerung zusammen aus 98,44 Prozent Weißen, 0,13 Prozent Afroamerikanern, 0,17 Prozent amerikanischen Ureinwohnern, 0,37 Prozent Asiaten, 0,03 Prozent Bewohnern aus dem pazifischen Inselraum und 0,23 Prozent aus anderen ethnischen Gruppen; 0,62 Prozent stammten von zwei oder mehr Ethnien ab. 0,95 Prozent der Bevölkerung waren spanischer oder lateinamerikanischer Abstammung.
Von den 20.718 Haushalten hatten 36,7 Prozent Kinder unter 18 Jahre, die mit ihnen im Haushalt lebten. 67,5 Prozent waren verheiratete, zusammenlebende Paare, 7,4 Prozent waren allein erziehende Mütter und 22,0 Prozent waren keine Familien. 18,8 Prozent waren Singlehaushalte und in 7,6 Prozent lebten Menschen mit 65 Jahren oder darüber. Die Durchschnittshaushaltsgröße betrug 2,65 und die durchschnittliche Familiengröße lag bei 3,02 Personen.
26,5 Prozent der Bevölkerung waren unter 18 Jahre alt, 6,8 Prozent zwischen 18 und 24, 30,0 Prozent zwischen 25 und 44 Jahre. 25,4 Prozent zwischen 45 und 64 und 11,2 Prozent waren 65 Jahre alt oder älter. Das Durchschnittsalter betrug 37 Jahre. Auf 100 weibliche Personen kamen 97,5 männliche Personen. Auf 100 Frauen im Alter von 18 Jahren und darüber kamen 94,5 Männer.
Das jährliche Durchschnittseinkommen eines Haushalts betrug 56.416 USD, das Durchschnittseinkommen der Familien 63.083 USD. Männer hatten ein Durchschnittseinkommen von 44.001 USD, Frauen 28.562 USD. Das Prokopfeinkommen betrug 24.966 USD. 1,9 Prozent der Familien und 3,0 Prozent der Bevölkerung lebten unterhalb der Armutsgrenze.

## Orte im County
- Bowman Acres
- Brookville Heights
- Carriage Estates
- Carrollton
- Charlottesville
- Cleveland
- Colonial Village
- Cumberland
- Eastgate
- Eden
- Fortville
- Gem
- Greenfield
- Helmcrest
- Maxwell
- McCordsville
- Milners Corner
- Mohawk
- Mount Comfort
- Nashville
- New Palestine
- Philadelphia
- Pleasant Acres
- Reedville Station
- Riley
- Shirley
- Spring Lake
- Stringtown
- Warrington
- Westland
- Wilkinson
- Willow Branch
- Woodbury

Townships
- Blue River Township
- Brandywine Township
- Brown Township
- Buck Creek Township
- Center Township
- Green Township
- Jackson Township
- Sugar Creek Township
- Vernon Township